# Джеймс Дуглас (1878–1956)
Джеймс Дуглас (нім. James Douglas; 7 вересня 1878, Україна — 4 грудня 1956) — польський дипломат і борець за незалежність шотландського походження.

## Біографія
Предок Дугласа переїхав з Шотландії до України у XIX столітті, щоб відкрити там цукровий завод. Дуглас закінчив гімназію у Києві. Він був активістом за незалежність Польщі та членом Польської соціалістичної партії. У 1904 році він був іноземним кореспондентом львівської газети «Słowo Polskie», направленим до Японії. Там, разом з Юзефом Пілсудським та Титусом Філіповичем, він також був у складі дипломатичної місії Польської соціалістичної партії. Під час Першої світової війни, з 1914 по 1918 рік, він служив у 1-му артилерійському полку Польських легіонів Австро-Угорщини. У міжвоєнний період він працював на дипломатичній службі Польщі, зокрема був консулом у Харбіні з 1 жовтня 1931 по 30 квітня 1933 року.

## Сім'я
Його син, Якуб Дуглас (1920–1998), брав участь у Варшавському повстанні під час Другої світової війни, а його онук, Єжи Гарді-Дуглас (нар. 1951) — політик, мер міста Щецинек (2006–2018, з 2024) і член Сейму Польщі (2019–2023).

## Нагороди
- Хрест Незалежності (2 серпня 1931)[7]
- Хрест Хоробрих — нагороджений двічі.[2]
- Золотий хрест Заслуги (28 червня 1939)[8]